# Pinguicula zecheri
Pinguicula zecheri är en tätörtsväxtart som beskrevs av F. Speta och F. Fuchs. Pinguicula zecheri ingår i släktet tätörter, och familjen tätörtsväxter. Inga underarter finns listade i Catalogue of Life.